# Aeroportul Mariscal Sucre
Aeroportul Mariscal Sucre (IATA: MYC, ICAO: SVBS) este un aeroport din Aragua, Venezuela ce deservește zona Maracay.
Situat la o altitudine de 407 m, aeroportul dispune de o singură pistă.